# Махмут Макал
Махмут Макал (1930, Гюлагач — 10 серпня 2018, Анкара) — турецький письменник, поет та педагог. Написаний ним твір «Наше село» (тур. Bizim Köy) поклав початок жанру «сільської літератури» в турецькій літературі.

## Біографія
Народився в поселені Демірджі, розташованому в районі Гюлагач, в 1930 році. У 1943 вступив у сільський інститут Івриз, де вивчав літературу і поезію. Перші вірші опублікував у 1945 році в журналі «Türk'e Doğru», в 1946 році — в журналі «Köy Enstitüsü», велику увагу привернули «Записки з села», опубліковані Макалом в журналі «Varlık».
Після закінчення в 1947 році сільського інституту, протягом 6 років працював учителем на селі. У 1950 році опублікував книгу «Наше село» (тур. Bizim Köy), в основі якої ліг досвід, отриманий під час викладання, це твір став родоначальником жанру «сільської літератури» в Туреччині. «Наше село» викликало гостру реакцію в країні, яка призвела до арешту Макала і тюремного ув'язнення протягом деякого часу.
У 1953 році Махмут Макал вступив до розташованого в Анкарі університет Газі і відвідав Францію, під час поїздки займався дослідженнями в Європейському центрі соціології. У 1965 році балотувався до парламенту від Робітничої партії Туреччини. Потім працював у початкових школах Адани, Анкари і Анталії. У 1971 році працював викладачем німецької мови у стамбульській школі для дітей з обмеженими можливостями. В 1971—1972 роках керував видавництвом «Bizim Köy Publshing», в 1972 році викладав турецьку мову та літературу в Університеті Ка-Фоскарі.